# ミュージック・ステディ
『ミュージック・ステディ』（Music Steady）は、ステディ出版が発行していた日本の音楽雑誌である。

## 概要
『月刊ロック・ステディ』を前身に、1981年8月、『季刊ミュージック・ステディ』として創刊。1983年3月の通巻5号から隔月刊化し、同年10月の通巻8号から月刊化した。判型は1986年4月号（通巻37号）までA5判で、1986年5・6月合併号（通巻38号）からA4判となった。
ムーンライダーズ、大貫妙子、佐野元春、伊藤銀次といった当時はメジャー誌で取り上げられることが少なかったアーティストの「徹底研究」シリーズや「日本音楽全史」等、資料価値の高い特集記事を特徴としていた。

## 編集長
- 市川清師
- 岩本晃市郎
- 小島智